# José Oscar Herrera
José Oscar Herrera Corominas (født 17. juni 1965 i Tala, Uruguay) er en uruguayansk tidligere fodboldspiller (forsvarer).
Herrera spillede gennem sin karriere 56 kampe og scorede fire mål for Uruguays landshold. Han debuterede for holdet 12. oktober 1988 i en venskabskamp mod Paraguay. Han var en del af den uruguayanske trup til VM 1990 i Italien, og spillede tre af landets fire kampe i turneringen, hvor holdet blev slået ud i 1/8-finalen. Han var også med til at vinde Copa América med holdet i 1995.
På klubplan spillede Herrera blandt andet for Peñarol og Montevideo Wanderers i hjemlandet, for Cagliari og Atalanta i Italien, samt for Newell's Old Boys i Argentina. Hos Peñarol var han med til at vinde to uruguayanske mesterskaber og en udgave af Copa Libertadores.

## Titler
Primera División Uruguaya
- 1985 og 1986 med Peñarol

Copa Libertadores
- 1987 med Peñarol

Copa América
- 1995 med Uruguay